# Petro Chemical Complex INA
Petro Chemical Complex INA è una città dell'India di 7.336 abitanti, situata nel distretto di Vadodara, nello stato federato del Gujarat. In base al numero di abitanti la città rientra nella classe V (da 5.000 a 9.999 persone).

## Geografia fisica
La città è situata a 22° 22' 52 N e 73° 07' 28 E.

## Società

### Evoluzione demografica
Al censimento del 2001 la popolazione di Petro Chemical Complex INA assommava a 7.336 persone, delle quali 3.876 maschi e 3.460 femmine. I bambini di età inferiore o uguale ai sei anni assommavano a 1.009, dei quali 604 maschi e 405 femmine. Infine, coloro che erano in grado di saper almeno leggere e scrivere erano 5.874, dei quali 3.230 maschi e 2.644 femmine.